# 약모밀
약모밀(藥--, 문화어: 즙채)은 삼백초과의 여러해살이풀로, 단형 속인 약모밀속을 구성하는 유일한 종이다. 잎과 줄기에서 물고기 비린내와 같은 냄새가 나기 때문에 어성초라고도 부른다. 중약초, 즙채, 십약 등의 여러 이름을 가지고 있다.

## 생태
대부분 나무 그늘 등의 어두운 습지에 살며 좋지 않은 냄새가 난다. 가는 뿌리줄기는 기면서 가로로 뻗어나가는데, 주로 이것으로 영양 번식을 한다. 잎은 고구마 잎과 닮은, 심장 모양이며, 초여름이 되면 줄기 위쪽에 엷은 황색의 작은 꽃들이 이삭 모양으로 달린다. 한편, 꽃차례 밑에는 4개의 흰 총포 조각이 십자형으로 달려 있어 마치 꽃잎과 같이 보인다. 수술은 3개로 씨방 밑쪽에 붙어 있다. 암술은 3개의 심피로 이루어져 있는데, 이들은 서로 합쳐져 측막 태자리를 형성하고 있다.

## 함유 성분
정유를 0.005% 함유하고 있는데 메틸노닐케톤, 미르센 등이 주성분이다. 데카노일 아세트 알데하이드와 라우린 알데하이드 때문에 불쾌한 냄새가 난다. 잎에는 쿠에르시트린이, 꽃과 열매 이삭에는 아이소쿠에르시트린이 들어 있다.

## 쓰임새
전초를 약으로 쓰는데, 즙채 또는 중약이라고 부른다. 여름철 꽃피는 시기에 전초를 뜯어 그늘에서 말려 쓴다. 곪는 데와 치질, 자궁염에 해독제로 쓰며 임질, 요도염 등에 이뇨제로 쓴다. 동맥경화증에 일상적으로 차를 달여 마시면 효능이 높다. 민간에서는 생초로 즙을 내어 헌데, 무좀, 치질, 뱀독, 옻에 올랐을 때 바른다.

## 사진

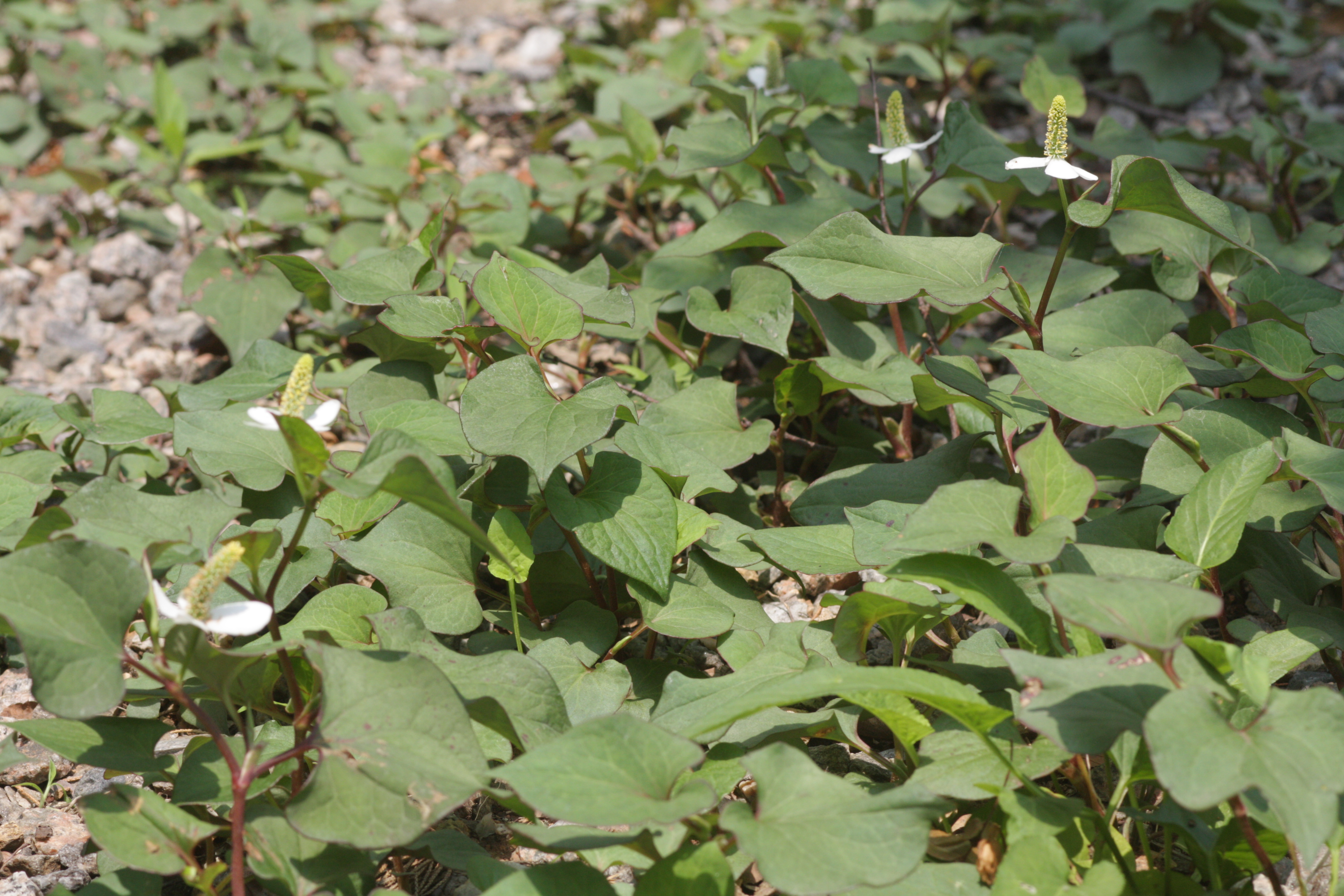
무리
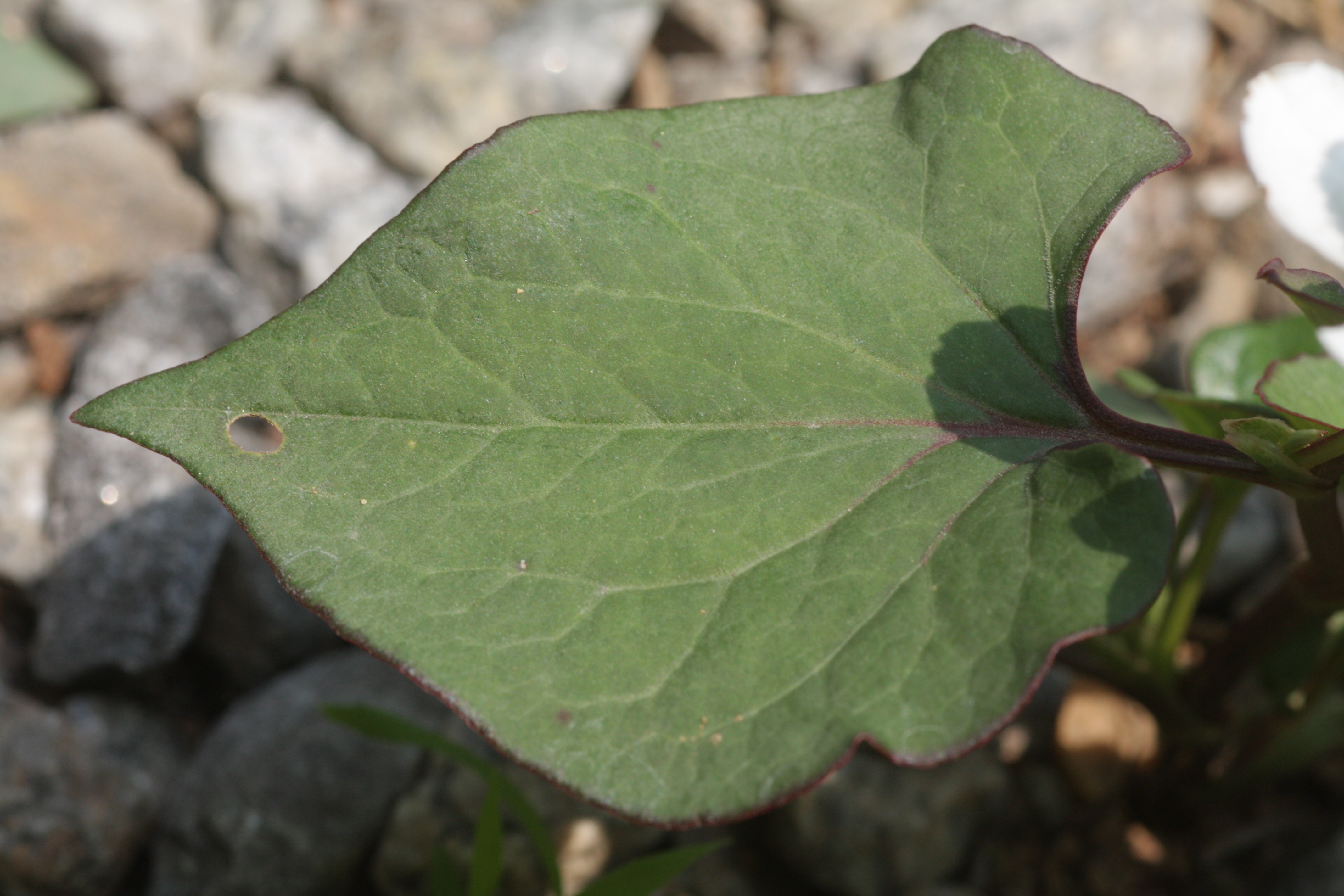
잎
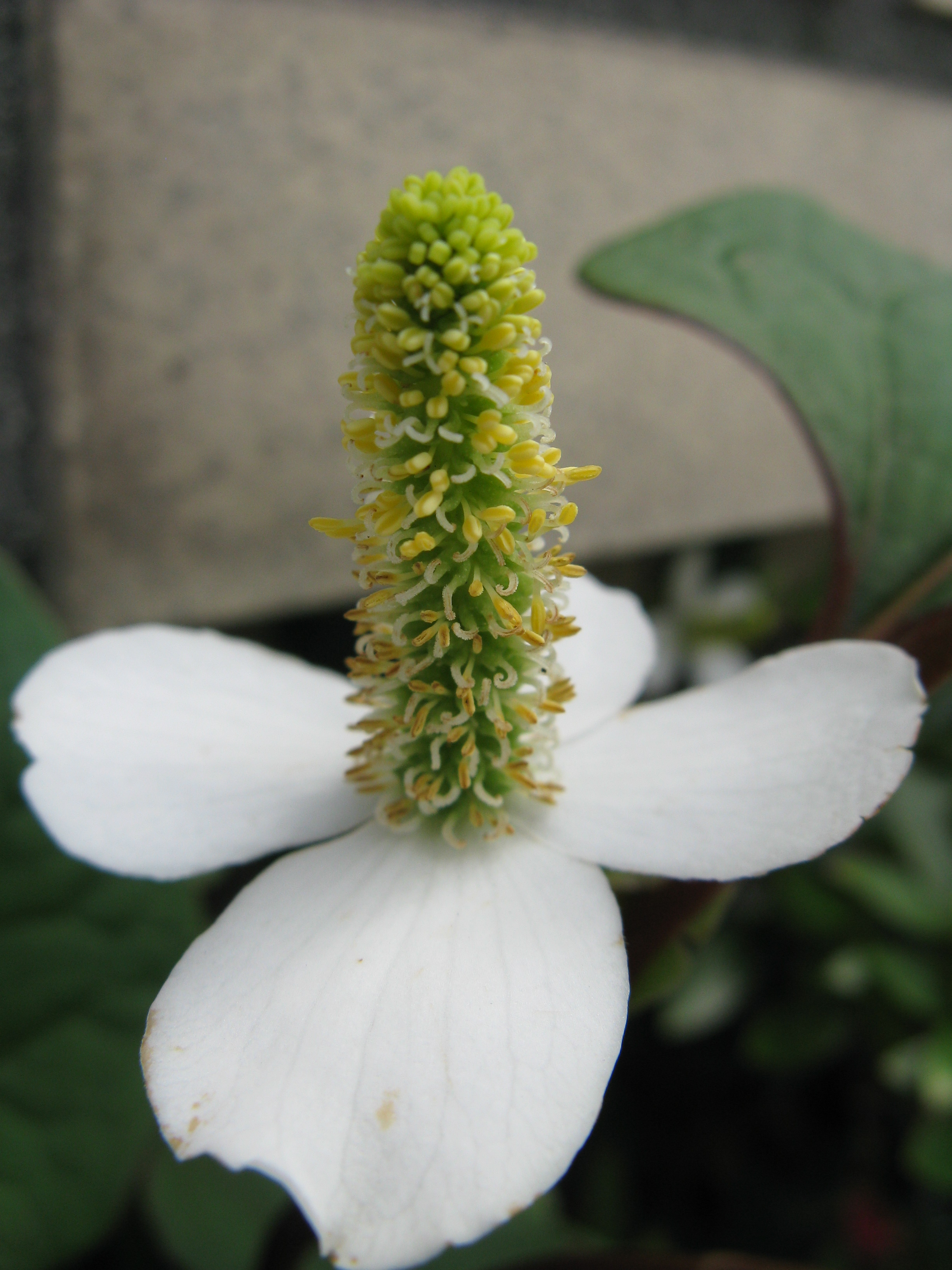
꽃. 꽃잎처럼 보이는 흰색 총포가 십자형으로 달려 있다.

## 같이 보기
- 쓰촨 요리
- 윈난 요리

## 참고 문헌
- 도봉섭; 임록재 (2001). 《한국약용식물사전》. 여강출판사. ISBN 89-89457-50-5.
- 이 문서에는 다음커뮤니케이션(현 카카오)에서 GFDL 또는 CC-SA 라이선스로 배포한 글로벌 세계대백과사전의 내용을 기초로 작성된 글이 포함되어 있습니다.